# Seznam čebelarskih društev v Sloveniji
Seznam čebelarskih društev v Sloveniji

### A
- Čebelarsko društvo A. Janša-Breznica
- Čebelarsko društvo Ajdovščina
- Čebelarsko društvo Apače
- Čebelarsko društvo Apis

### B
- Čebelarsko društvo Bakovci
- Čebelarsko društvo Barje
- Čebelarsko društvo Begunje pri Cerknici
- Čebelarsko društvo Begunje-Karavanke
- Čebelarsko društvo Beltinci
- Čebelarsko društvo Besnica
- Čebelarsko društvo Blagovna
- Čebelarsko društvo Bled-Gorje
- Čebelarsko društvo Blegoš
- Čebelarsko društvo Bloke-Nova Vas
- Čebelarsko društvo Bohinj
- Čebelarsko društvo Borovnica
- Čebelarsko društvo Bovec
- Čebelarsko društvo Braslovče
- Čebelarsko društvo Brežice
- Čebelarsko društvo Britof-Predoslje

### C
- Čebelarsko društvo Celje-H.Peternel
- Čebelarsko društvo Cerklje
- Čebelarsko društvo Cerknica
- Čebelarsko društvo Cerkno
- Čebelarsko društvo Cerkvenjak-I.Jurančič
- Čebelarsko društvo Cirkulane

### Č
- Čebelarsko društvo Črenšovci
- Čebelarsko društvo Črna na Koroškem
- Čebelarsko društvo Črnomelj

### D
- Društvo ljubiteljev čebel Apis Ribnica
- Čebelarsko društvo Dobje
- Čebelarsko društvo Dobova-Kapele
- Čebelarsko društvo Dobrepolje
- Čebelarsko društvo Dobrna
- Čebelarsko društvo Dolsko
- Čebelarsko društvo Domžale
- Čebelarsko društvo Dornava
- Čebelarsko društvo Dramlje
- Čebelarsko društvo Dravograd
- Čebelarsko društvo Dvor

### F
- Čebelarsko društvo Fran Lakmayer Preddvor

### G
- Čebelarsko društvo Goriče
- Čebelarsko društvo Gorišnica
- Čebelarsko društvo Gornja Radgona-P.Dajnko
- Čebelarsko društvo Gornji Grad
- Čebelarsko društvo Gotovlje
- Čebelarsko društvo Grad
- Čebelarsko društvo Griže
- Čebelarsko društvo Grosuplje
- Čebelarsko društvo Grosuplje-Carnica

### H
- Čebelarsko društvo Hoče-A.Greif
- Čebelarsko društvo Hrastnik

### I
- Čebelarsko društvo Idrija
- Čebelarsko društvo Ig
- Čebelarsko društvo Ilirska Bistrica-A.Ž.

### J
- Čebelarsko društvo Jesenice
- Čebelarsko društvo Jože HribarMaribor-Tabor
- Čebelarsko društvo Juršinci

### K
- Čebelarsko društvo Kamnica-Brestrnica
- Čebelarsko društvo Kamnik
- Čebelarsko društvo Kanal-Brda
- Čebelarsko društvo Kapca
- Čebelarsko društvo Kobilje-Dobrovnik
- Čebelarsko društvo Kočevje
- Čebelarsko društvo Kokarje
- Čebelarsko društvo Komenda-P.P.Glavar
- Čebelarsko društvo Koper
- Čebelarsko društvo Kostanjevica
- Čebelarsko društvo Kotlje
- Čebelarsko društvo Kranj
- Čebelarsko društvo Kranjska čebela
- Čebelarsko društvo Kranjska Gora
- Čebelarsko društvo Krim
- Čebelarsko društvo Križevci pri Ljutomeru
- Čebelarsko društvo Krka in Zagradec
- Čebelarsko društvo Krka-Novo Mesto
- Čebelarsko društvo Krška Vas
- Čebelarsko društvo Krško
- Čebelarsko društvo Krtina  Dob

### L
- Čebelarsko društvo Laško
- Čebelarsko društvo Lendava
- Čebelarsko društvo Leskovec
- Čebelarsko društvo Litija
- Čebelarsko društvo Lj. - Moste Polje
- Čebelarsko društvo Lj-Center
- Čebelarsko društvo Ljubno
- Čebelarsko društvo Ljutomer
- Čebelarsko društvo Loče
- Čebelarsko društvo Logatec
- Čebelarsko društvo Loška Dolina-Stari Trg
- Čebelarsko društvo Lovrenc na Pohorju
- Čebelarsko društvo Luče
- Čebelarsko društvo Lukovica

### M
- Čebelarsko društvo Majšperk
- Čebelarsko društvo Makole
- Čebelarsko društvo Malečnik
- Čebelarsko društvo Maribor-mesto
- Čebelarsko društvo Markovci
- Čebelarsko društvo Mengeš
- Čebelarsko društvo Metlika -dr. Jožef Starc
- Čebelarsko društvo Mežica
- Čebelarsko društvo Moravče
- Čebelarsko društvo Moravske Toplice
- Čebelarsko društvo Mozirje
- Čebelarsko društvo Murska Sobota

### N
- Čebelarsko društvo Naklo
- Čebelarsko društvo Negova
- Čebelarsko društvo Notranje Gorice-F.Žag
- Čebelarsko društvo Nova Gorica
- Čebelarsko društvo Novo Mesto

### O
- OČD Medvode
- Čebelarsko društvo Ob Kolpi in Lahinji
- Čebelarsko društvo Oplotnica
- Čebelarsko društvo Ormož

### P
- Čebelarsko društvo Pesnica
- Čebelarsko društvo Pivka
- Čebelarsko društvo Planina pri Sevnici
- Čebelarsko društvo Pobrežje Duplek
- Čebelarsko društvo Podčetrtek
- Čebelarsko društvo Polhov Gradec-Dolomiti
- Čebelarsko društvo Poljčane
- Čebelarsko društvo Polzela
- Čebelarsko društvo Ponikva
- Čebelarsko društvo Postojna
- Čebelarsko društvo Prebold
- Čebelarsko društvo Prevalje
- Čebelarsko društvo Prosenjakovci
- Čebelarsko društvo Ptuj
- Čebelarsko društvo Puconci

### R
- Čebelarsko društvo Rače
- Čebelarsko društvo Radeče
- Čebelarsko društvo Radenci
- Čebelarsko društvo Radlje
- Čebelarsko društvo Radovljica
- Čebelarsko društvo Raka
- Čebelarsko društvo Rakek
- Čebelarsko društvo Ravne
- Čebelarsko društvo Ravne pri Šoštanju
- Čebelarsko društvo Razkrižje
- Čebelarsko društvo Rečica ob Savinji
- Čebelarsko društvo Rogaška Slatina
- Čebelarsko društvo Rogašovci
- Čebelarsko društvo Rogatec
- Čebelarsko društvo Ruše

### S
- Čebelarsko društvo Selnica ob Dravi
- Čebelarsko društvo Selška Dolina
- Čebelarsko društvo Semič
- Čebelarsko društvo Senovo-Brestanica
- Čebelarsko društvo Sevnica
- Čebelarsko društvo Sežana
- Čebelarsko društvo Skaručna
- Čebelarsko društvo Slivnica pri Celju
- Čebelarsko društvo Slivnica pri Mariboru
- Čebelarsko društvo Slovenj Gradec Mislinja
- Čebelarsko društvo Slovenska Bistrica
- Čebelarsko društvo Slovenske Konjice
- Čebelarsko društvo Solčava
- Čebelarsko društvo Sovodenj
- Čebelarsko društvo Središče ob Dravi
- Čebelarsko društvo Stična
- Čebelarsko društvo Straža-Dolenjske Toplice
- Čebelarsko društvo Studenci-Pekre
- Čebelarsko društvo Sv. Jurij ob Ščavnici
- Čebelarsko društvo Sv.Trojica-Lenart
- Čebelarsko društvo Sveta Ana
- Čebelarsko društvo Sveti Jurij Jurovski dol

### Š
- Čebelarsko društvo Šalovci
- Čebelarsko društvo Šempeter
- Čebelarsko društvo Šempeter v Savinjski
- Čebelarsko društvo Šempeter-Bazara
- Čebelarsko društvo Šenčur
- Čebelarsko društvo Šentjanž
- Čebelarsko društvo Šentjernej
- Čebelarsko društvo Šentjur pri Celju
- Čebelarsko društvo Šentrupert
- Čebelarsko društvo Škofja Loka
- Čebelarsko društvo Škofljica
- Čebelarsko društvo Šmarje pri Jelšah
- Čebelarsko društvo Šmarjeta-Škocjan
- Čebelarsko društvo Šmartno ob Paki

### T
- Čebelarsko društvo Tabor
- Čebelarsko društvo Tacen
- Čebelarsko društvo Tišina
- Čebelarsko društvo Tolmin
- Čebelarsko društvo Trbovlje
- Čebelarsko društvo Trebelno-Mokronog
- Čebelarsko društvo Trebnje
- Čebelarsko društvo Tržič
- Čebelarsko društvo Turjak
- Čebelarsko društvo Turnišče

### U
- Čebelarsko društvo Urbani čebelar

### V
- Čebelarsko društvo Velenje-Mlinšek
- Čebelarsko društvo Velika Polana
- Čebelarsko društvo Velike Lašče
- Čebelarsko društvo Velka-Sladki vrh
- Čebelarsko društvo Veržej
- Čebelarsko društvo Vinska Gora
- Čebelarsko društvo Vitomarci
- Čebelarsko društvo Vojnik
- Čebelarsko društvo Vransko
- Čebelarsko društvo Vrhnika
- Čebelarsko društvo Vuzenica-Muta

### Z
- Čebelarsko društvo Zagorje
- Čebelarsko društvo Zavrč
- Čebelarsko društvo Zgornja Kungota
- Čebelarsko društvo Zreče

### Ž
- Čebelarsko društvo Železniki
- Čebelarsko društvo Žerjav
- Čebelarsko društvo Žiri